# Justice - Nel nome della legge
Justice - Nel nome della legge (Justice) è una serie televisiva di 13 episodi trasmessa negli Stati Uniti da Fox nel 2006 e in Italia da Rai 2 nel 2009.
Negli USA viene prima proposto ogni giovedì alle 21:00, ma a causa degli scarsi risultati d'ascolto viene spostato alla domenica nella stessa fascia oraria, nella speranza che il traino della serie di successo Prison Break potesse risollevarne l'audience.
Il 13 novembre 2006 il telefilm viene sospeso, ma dopo due giorni il canale lo colloca il venerdì alle 20:00, al posto della serie Vanished.

## Trama
La serie narra la storia di un team di quattro avvocati di diversa estrazione sociale che lavorano a Los Angeles alla Trott, Nicholson, Tuller & Graves (TNT&G). Difendono clienti coinvolti in casi penali ma anche civili. A differenza delle altre serie giudiziarie, gli avvocati non sono interessati al vero colpevole: il loro unico scopo è ottenere l'assoluzione del cliente. Lo spettatore scopre se l'imputato è colpevole o innocente solo a processo terminato quando, a fine episodio, viene mostrato il momento del delitto.

## Personaggi e interpreti
- Ron Trott (13 episodi, 2006-2007), interpretato da Victor Garber
- Tom Nicholson (13 episodi, 2006-2007), interpretato da Kerr Smith
- Alden Tuller (13 episodi, 2006-2007), interpretata da Rebecca Mader
- Luther Graves (13 episodi, 2006-2007), interpretato da Eamonn Walker
- Miranda Lee (9 episodi, 2006-2007), interpretata da Aunjanue Ellis
- Dr. Matthew Shaw (7 episodi, 2006-2007), interpretato da Mark Deklin
- Suzanne Fulcrum (6 episodi, 2006-2007), interpretata da Katherine LaNasa

## Episodi
Justice è andato in onda per una sola stagione composta da 13 episodi.
| Stagione       | Episodi | Prima TV originale | Prima TV Italia |
| -------------- | ------- | ------------------ | --------------- |
| Prima stagione | 13      | 2006-2007          | 2008-2009       |

## Cancellazione
Nonostante ne fossero stati ordinati 14 episodi, ne vengono prodotti solo 13, a causa della sospensione. L'ultimo episodio non è mai stato trasmesso negli USA, ma è stato proposto in prima TV assoluta in Messico e in Italia.
Il 16 maggio 2007, la serie viene ufficialmente cancellata.